# Schönefeld
Schönefeld là một đô thị ở huyện Dahme-Spreewald, bang Brandenburg, Đức. Đô thị này giáp Berlin về phía tây nam.
Đô thị này là nơi toạ lạc Sân bay quốc tế Berlin-Schönefeld (SXF).

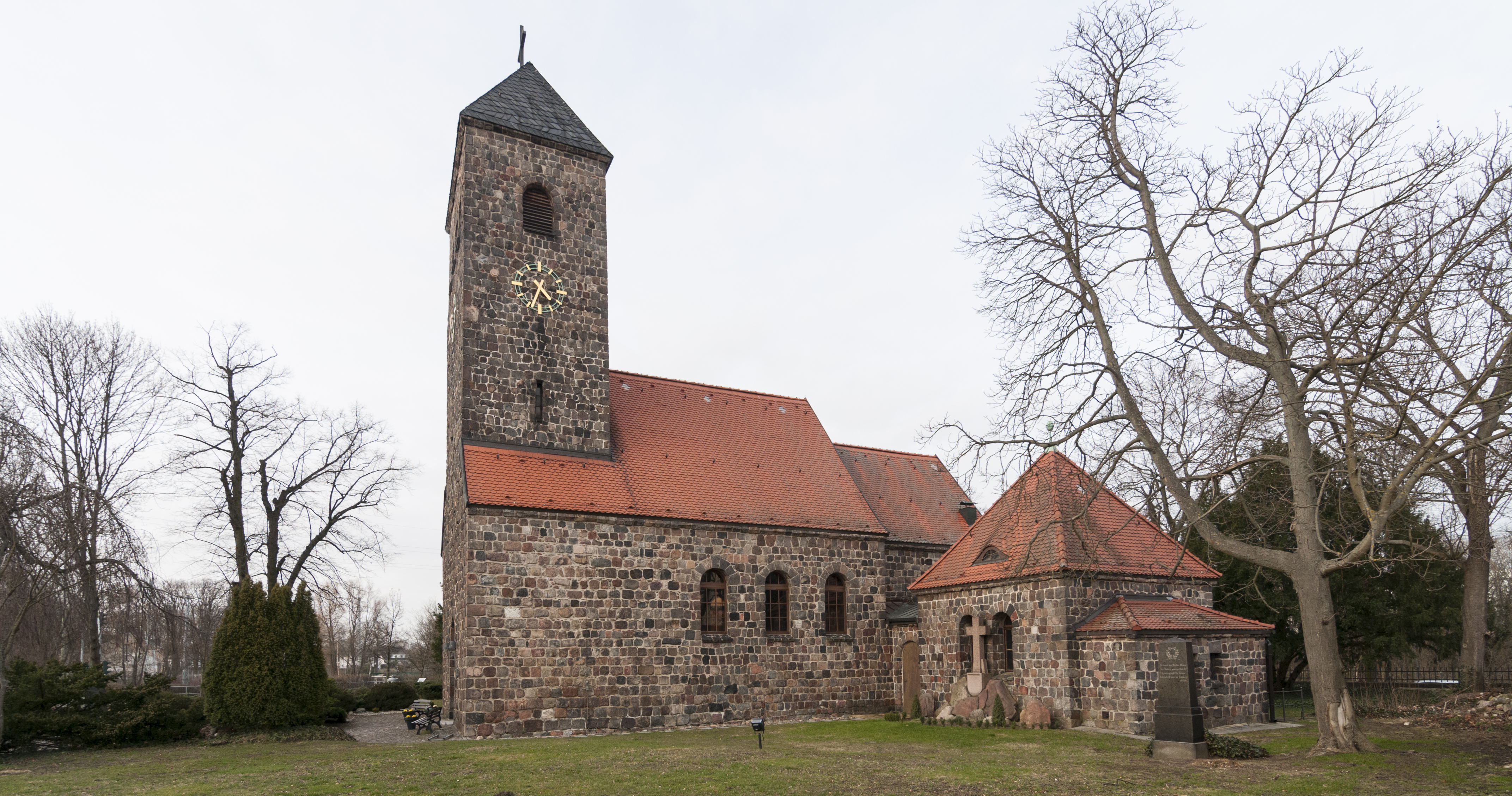
Nhà thờ

Các phường:
- Schönefeld
- Waßmannsdorf
- Großziethen
- Selchow
- Kiekebusch
- Waltersdorf